# 日本基督教団本所緑星教会

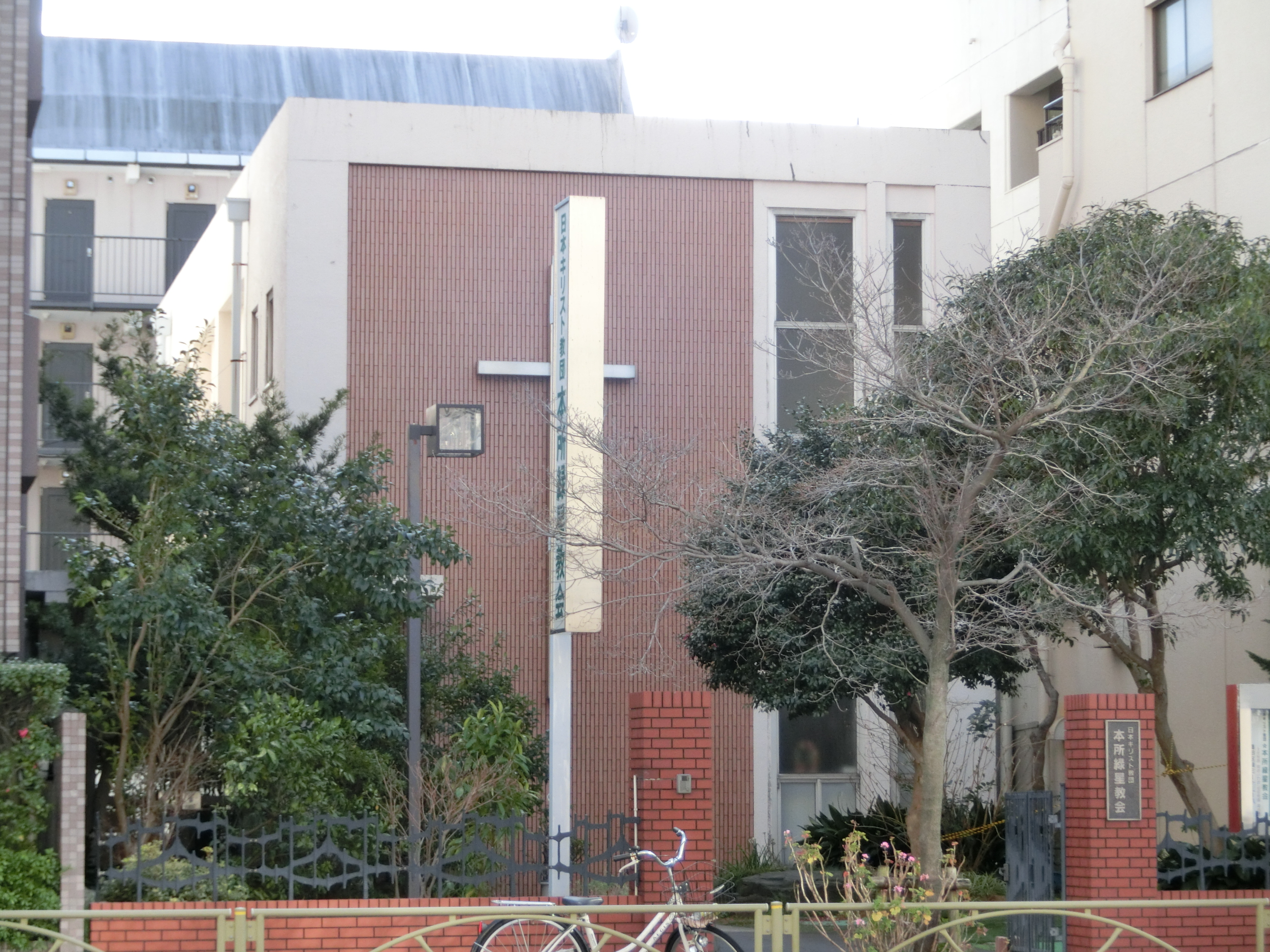
日本基督教団本所緑星教会

日本基督教団 本所緑星教会（にほんきりすときょうだん ほんじょりょくせいきょうかい）は東京都墨田区緑にあるキリスト教の教会。明治24年（1891年）、美土代町教会の協力によって本所に設立された講義所を起源とする。百万人署名運動の東京東部地域連絡会の連絡先。また、「緑星」という名を冠してはいるが、（今のところ）エスペラント（シンボルマークが緑の星〔五芒星〕）とは無関係のようである。